# Saxo

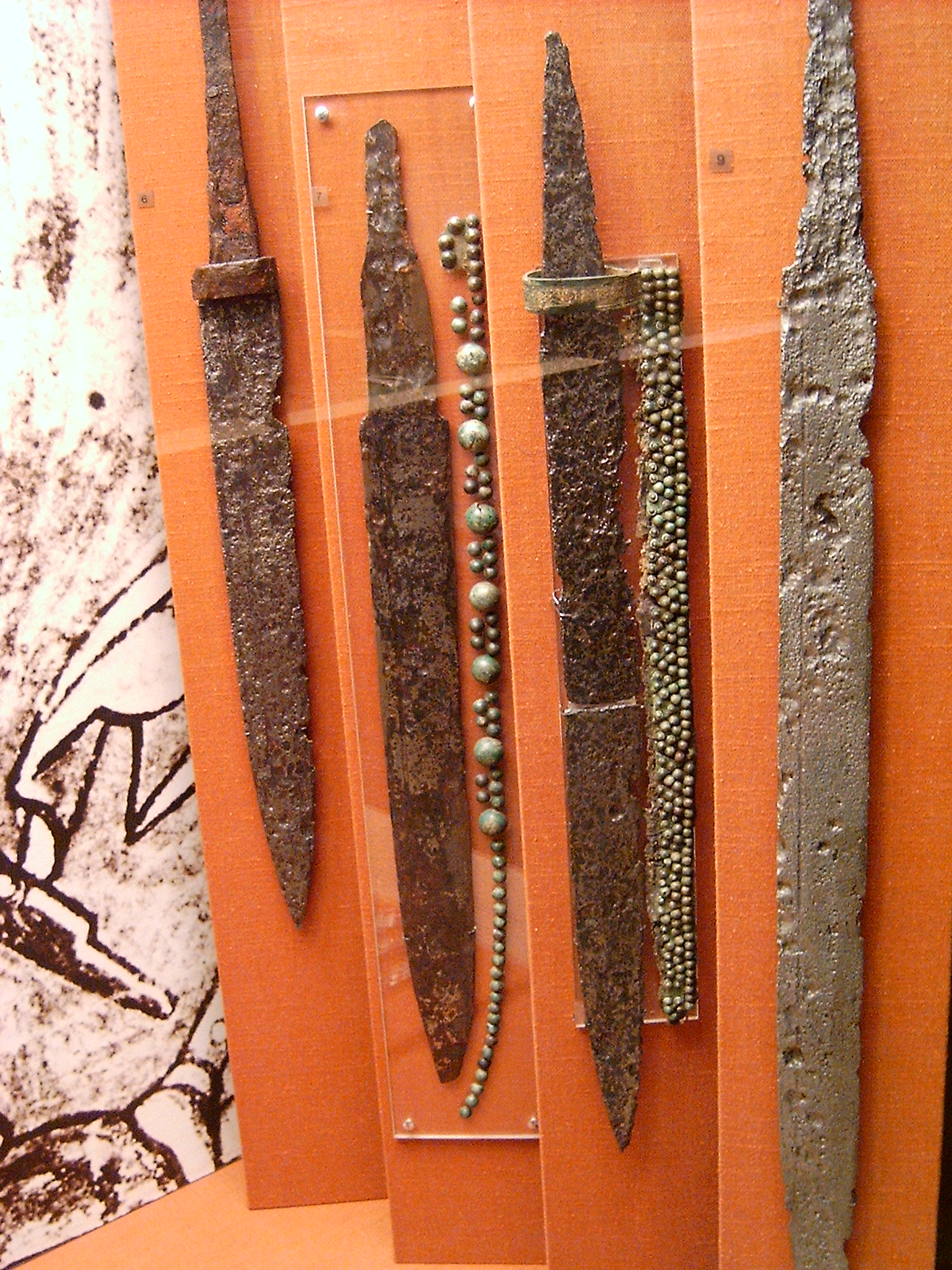
Saxos merovíngios

O saxo (em inglês antigo:  sax, seax, sæx; em latim: sachsum, scramasaxus) é o termo anglo-saxão para facas, utilizado na arqueologia moderna, utilizado para denominar grandes facas ou espadas curtas que eram usadas por germanos na Alta Idade Média, especialmente pelos saxões, cujo nome daí deriva.
No inglês moderno, a palavra zax ainda é utilizada para se referir a uma faca específica para trabalhos com ardósia.

## Descrição
O tamanho das lâminas é variável, assim como a forma ou o modo de fabricação, mas as características mais comuns dos saxos são:
- Uma grande lâmina de apenas um gume.
- A lâmina guardada em uma bainha presa horizontalmente no cinto, com a ponta virada para cima.